# Alingsås bomullsväveri

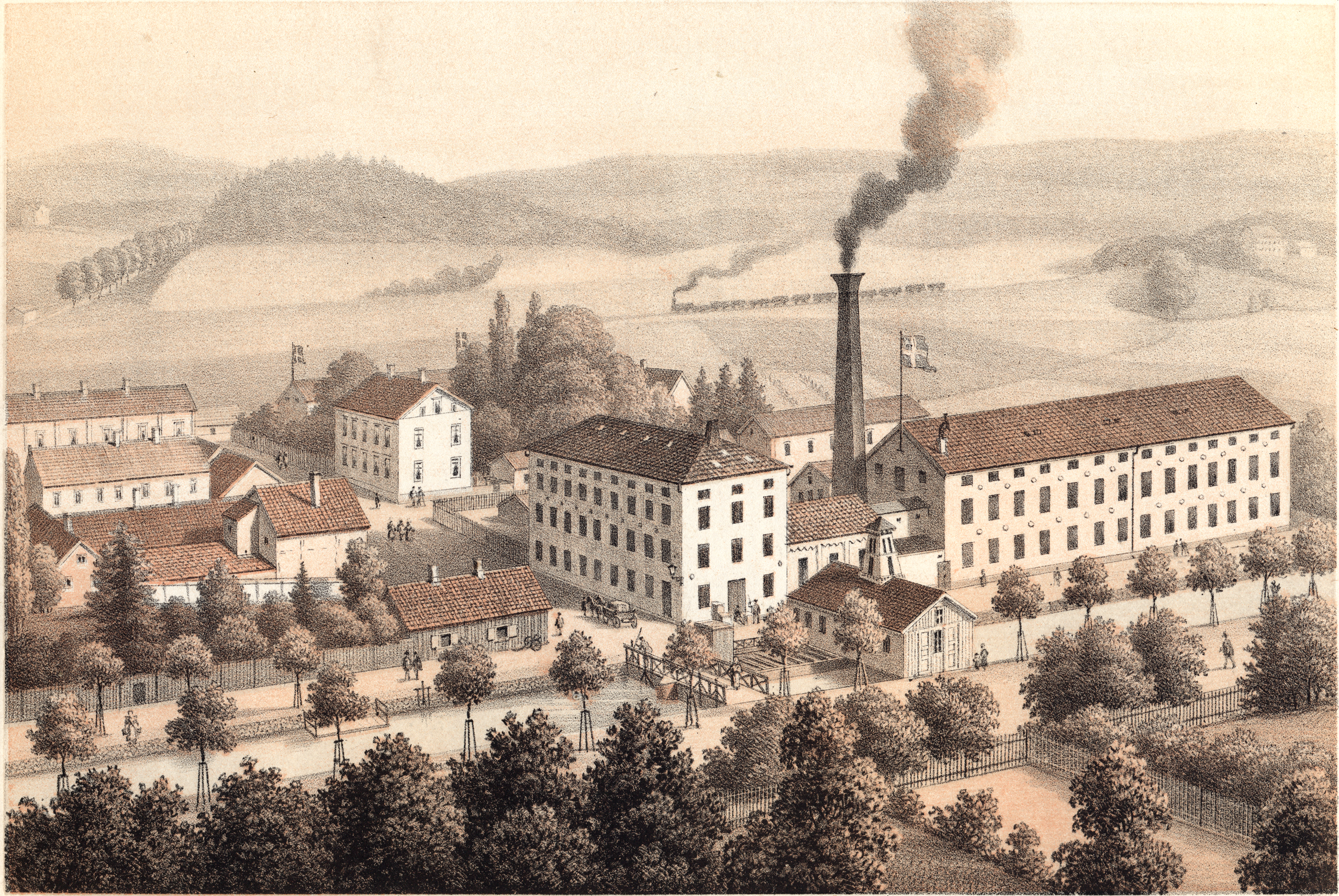
Alingsås bomullsväveri. Den äldre fabriken vid Södra Strömgatan. I bakgrunden ses Västra stambanan med ett tåg som anländer från Göteborg.

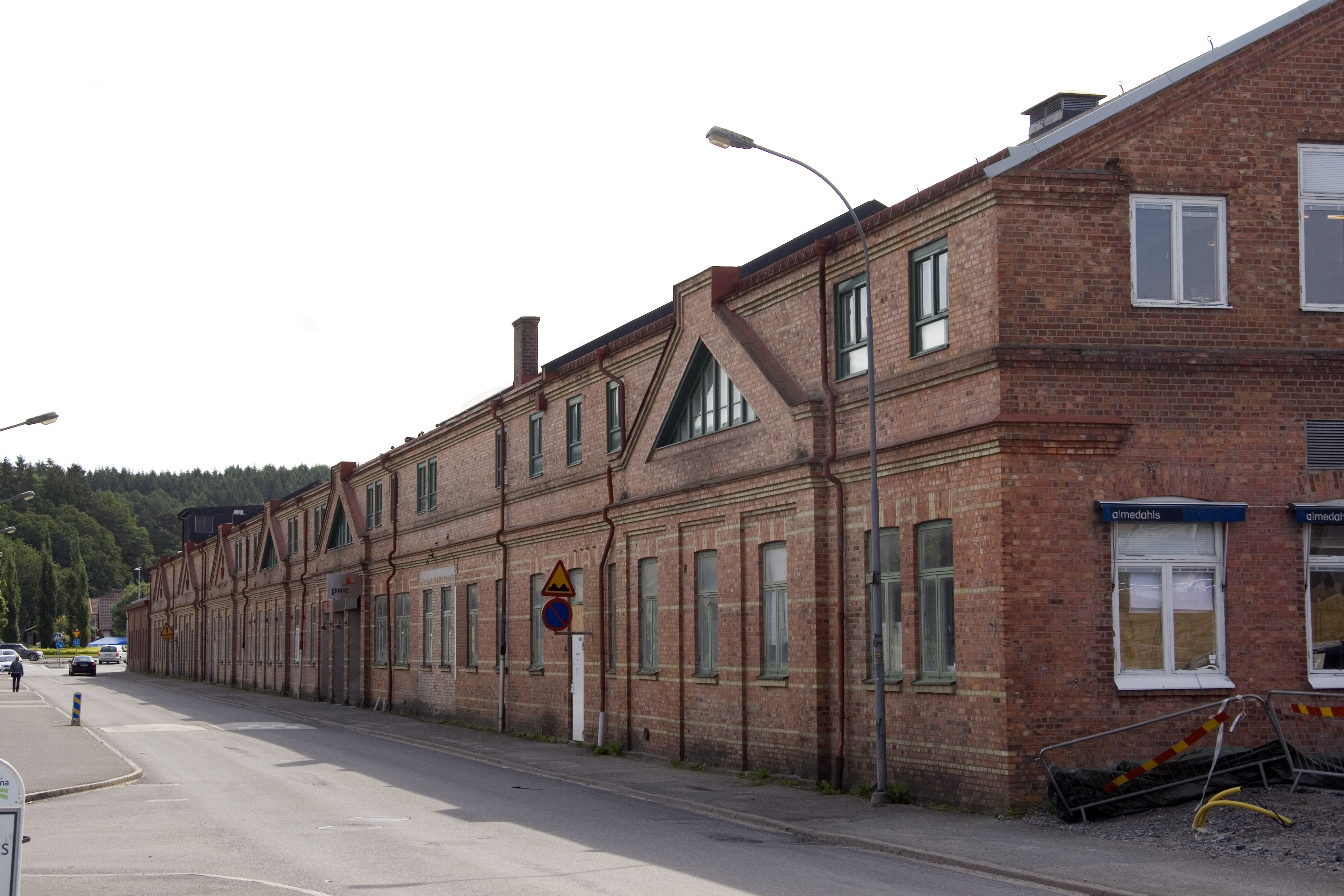
Nya fabriken vid sjön Gerdsken. Numera används byggnaden till affärslokaler och kontor.

Alingsås bomullsväveri AB är en firma som grundades 1862 i Alingsås.
Samtidigt som väveriet bildades av Charles Hill invigdes Västra stambanan, vilka tillsammans fick enorm betydelse för Alingsås utveckling. 
Firman ombildades 1884 till aktiebolag, och uppköptes 1912 av Nääs Fabriker. Den bestod av ett bomullsväveri, ett blekeri, färgeri och appreturverk. År 1946 hade firman omkring 550 anställda, vilka producerade oblekta, blekta, färgade och kulörta bomullsvävnader. Det var stadens dominerande arbetsgivare, och tack vare att även besläktad verksamhet etablerades förknippades Alingsås starkt med textilindustrin. Fabriksbyggnaderna i centrala Alingsås revs i mitten av 1960-talet. 